# Hoei
Hoei (Frans: Huy; Waals: Hu) is een Belgische stad en gemeente, gelegen aan de samenvloeiing van de rivieren de Maas, de Hoyoux en de Mehaigne, in het arrondissement Hoei in de provincie Luik. Hoei telt ruim 21.000 inwoners.

## Kernen

### Deelgemeenten
| # | Naam     | Opp. (km²) | Inwoners (2020) | Inwoners per km² | NIS-code |
| - | -------- | ---------- | --------------- | ---------------- | -------- |
| 1 | Hoei     | 8,08       | 14.396          | 1.782            | 61031A   |
| 2 | Ben-Ahin | 24,64      | 3.620           | 147              | 61031B   |
| 3 | Tihange  | 13,90      | 3.141           | 226              | 61031C   |

## Geschiedenis

### Romeinse tijd en Middeleeuwen
De eerste nederzetting op de locatie van de huidige stad Hoei ontstond rondom een Romeins castrum op de rechteroever van de Maas. Een van de eerste christelijke missionarissen in het gebied was in de 6e eeuw Domitianus van Hoei, volgens de legende bisschop van Maastricht, die in Hoei begraven is (relieken in de Onze-Lieve-Vrouwkerk). De oudste schriftelijke vermelding van Hoei dateert uit de 7e eeuw.
Gedurende de vroege middeleeuwen ontwikkelde Hoei zich tot een van de belangrijkste steden langs de Maas. Opgravingen hebben sporen aangetoond van onder andere metaalbewerking, leerlooierij, steen- en houtbewerking en wijnbereiding.
In de 10e eeuw ontwikkelde zich rondom Hoei een graafschap, dat echter al vrij snel werd opgeslokt door het prinsbisdom Luik. Hoei werd daarmee een van de 23 Goede Steden. Hoei kreeg al in 1066 stadrechten van bisschop Dietwin, die de bijdrage van de Hoeienaren wilde voor de heropbouw van de Kapittelkerk. Het is de oudst bekende keure die zelfbestuur verleent aan een stad benoorden de Alpen. Naar het einde van de eeuw predikte Peter de Kluizenaar in Hoei en overtuigde veel inwoners om deel te nemen aan de Eerste Kruistocht.
Gedurende de 13e en 14e eeuw bloeide de lakenindustrie. Midden in de stad lag op een heuvel het kasteel, dat in tijden van oorlog diende als verdedigingsbolwerk. Vanaf de 15e eeuw had de stedelijke economie sterk te lijden van de opeenvolgende oorlogen in het Maasland.

### Nieuwe Tijd
Tijdens de Tachtigjarige Oorlog tussen het Spaanse Rijk en de Republiek, werd Hoei in 1595 kortstondig door de Geuzen bezet tijdens de Inname van Hoei door Charles de Héraugière, die vijf jaar eerder de list met het Turfschip van Breda uitvoerde. De bisschop deed toen een beroep op Fuentes, deze stuurde meteen La Motte met een leger dat met behulp van burgers de stad belegerde en wist te ontzetten.

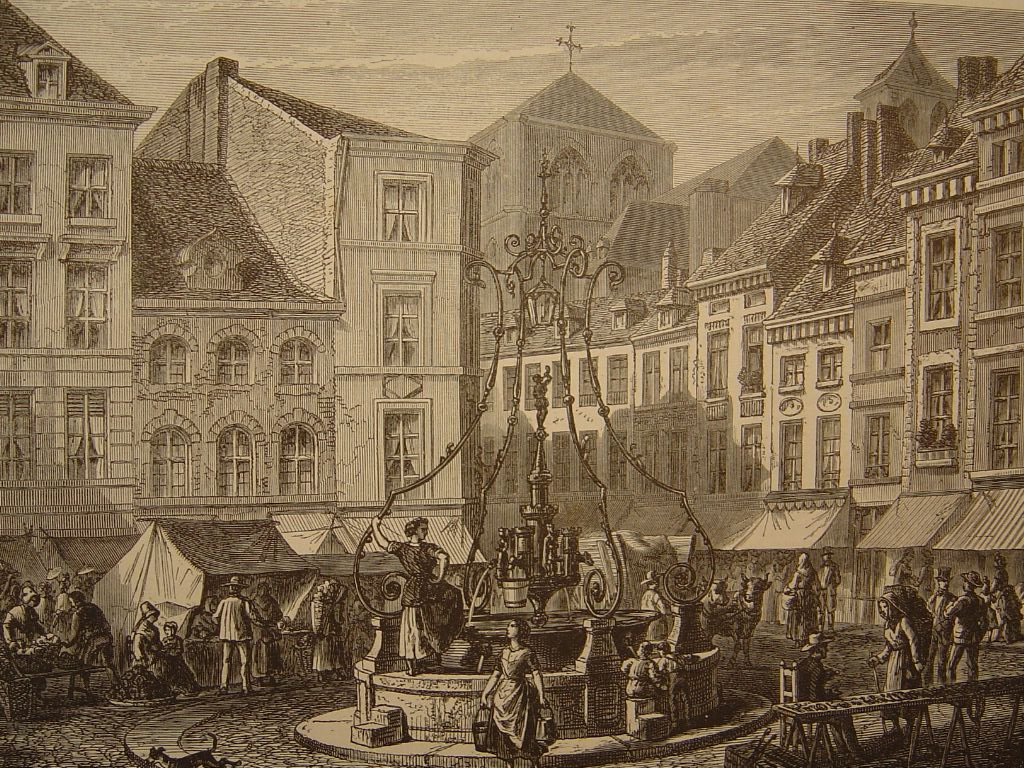
Marktplein van Hoei in L'Illustration Européenne, 1872

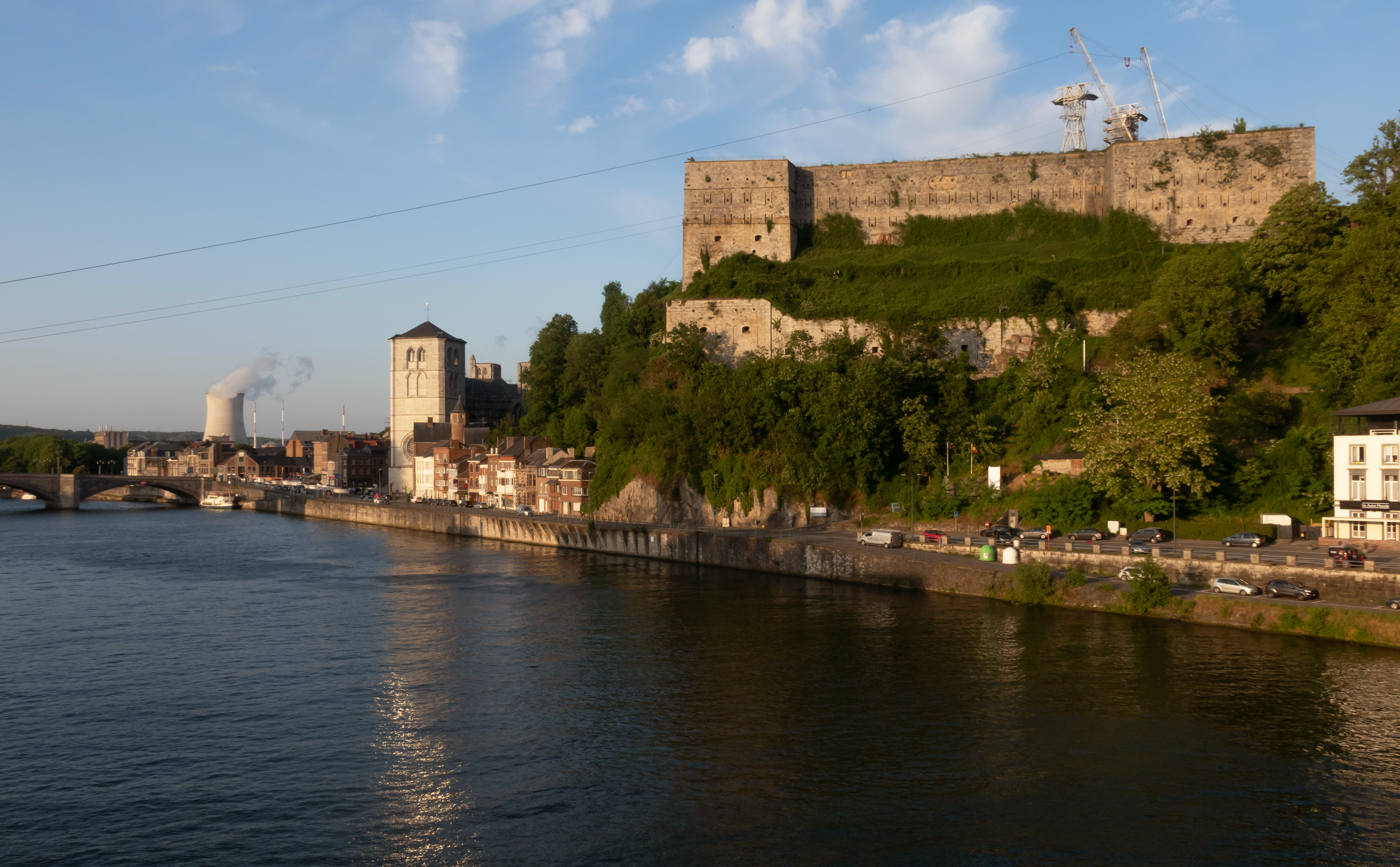
Hoei, zicht vanaf de brug (Pont du Chemin de Fer) met de vesting (Fort de Huy), twee kerken (collégiale Notre-Dame) en (Saint-Domitien) en de kerncentrale van Tihange

Van 1704 tot 1715 bezetten Staatse troepen de stad Hoei, meer bepaald het fort van de prins-bisschop. Dit kaderde in de Spaanse Successieoorlog. De Staatse gouverneur van de stad was kolonel Isaac Cronström. Cronström verbleef in zijn Gouverneurshuis. Met het Barrièretraktaat van 1715 keerde Hoei met zijn fort terug in handen van de prins-bisschop. In 1715 besloten de burgers van Hoei het kasteel, dat in de loop der eeuwen zovele belegeraars had aangetrokken, te slopen.
In 1818 echter werd in opdracht van Koning Willem I op dezelfde locatie een fort gebouwd, ook genoemd het Hollands Fort.
In de 19e eeuw profiteerde Hoei mee van de vroege industrialisatie in de omgeving van Luik. In Hoei waren onder andere tin- en papierfabrieken gevestigd. In de 20e eeuw deed de industriële teloorgang van Wallonië zich ook hier gevoelen. In 1975 werd de kerncentrale van Tihange (vlak bij Hoei) geopend, wat voor extra werkgelegenheid zorgde voor de streek. De centrale werd in 1983 en 1985 uitgebreid met een tweede en derde reactor. Alle drie kernreactoren zijn nog in gebruik.
Tegenwoordig levert het toerisme een belangrijke bijdrage aan de heropleving van de stad.

## Demografische ontwikkeling

### Demografische evolutie voor de fusie
- Bronnen:NIS, Opm:1831 tot en met 1970=volkstellingen

### Demografische evolutie van de fusiegemeente
Alle historische gegevens hebben betrekking op de huidige gemeente, inclusief deelgemeenten, zoals ontstaan na de fusie van 1 januari 1977.
- Bronnen:NIS, Opm:1831 tot en met 1981=volkstellingen; 1990 en later= inwonertal op 1 januari

| Inwoners van jaar tot jaar op 1 januari 1992 tot heden | Inwoners van jaar tot jaar op 1 januari 1992 tot heden | Inwoners van jaar tot jaar op 1 januari 1992 tot heden |
| jaar                                                   | Aantal                                                 | Evolutie: 1992=index 100                               |
| ------------------------------------------------------ | ------------------------------------------------------ | ------------------------------------------------------ |
| 1992                                                   | 18.372                                                 | 100,0                                                  |
| 1993                                                   | 18.452                                                 | 100,4                                                  |
| 1994                                                   | 18.602                                                 | 101,3                                                  |
| 1995                                                   | 18.538                                                 | 100,9                                                  |
| 1996                                                   | 18.444                                                 | 100,4                                                  |
| 1997                                                   | 18.587                                                 | 101,2                                                  |
| 1998                                                   | 18.750                                                 | 102,1                                                  |
| 1999                                                   | 18.816                                                 | 102,4                                                  |
| 2000                                                   | 19.056                                                 | 103,7                                                  |
| 2001                                                   | 19.034                                                 | 103,6                                                  |
| 2002                                                   | 19.297                                                 | 105,0                                                  |
| 2003                                                   | 19.525                                                 | 106,3                                                  |
| 2004                                                   | 19.758                                                 | 107,5                                                  |
| 2005                                                   | 20.000                                                 | 108,9                                                  |
| 2006                                                   | 20.071                                                 | 109,2                                                  |
| 2007                                                   | 20.232                                                 | 110,1                                                  |
| 2008                                                   | 20.293                                                 | 110,5                                                  |
| 2009                                                   | 20.599                                                 | 112,1                                                  |
| 2010                                                   | 20.789                                                 | 113,2                                                  |
| 2011                                                   | 21.112                                                 | 114,9                                                  |
| 2012                                                   | 21.205                                                 | 115,4                                                  |
| 2013                                                   | 21.346                                                 | 116,2                                                  |
| 2014                                                   | 21.249                                                 | 115,7                                                  |
| 2015                                                   | 21.270                                                 | 115,8                                                  |
| 2016                                                   | 21.292                                                 | 115,9                                                  |
| 2017                                                   | 21.301                                                 | 115,9                                                  |
| 2018                                                   | 21.293                                                 | 115,9                                                  |
| 2019                                                   | 21.227                                                 | 115,5                                                  |
| 2020                                                   | 21.238                                                 | 115,6                                                  |
| 2021                                                   | 21.392                                                 | 116,4                                                  |
| 2022                                                   | 21.405                                                 | 116,5                                                  |
| 2023                                                   | 21.680                                                 | 118,0                                                  |
| 2024                                                   | 21.706                                                 | 118,1                                                  |
| 2025                                                   | 21.850                                                 | 118,9                                                  |

## Cultureel erfgoed

### De 'vier wonderen van Hoei'
- Li Pontia: stenen brug over de Maas uit 1294, vele malen vernield en hersteld, in 1944 opnieuw verwoest en in 1956 vervangen door nieuwe brug
- Li Tchestia: kasteel van de prins-bisschoppen van Luik. Dit kasteel is na 1717 afgebroken, later is op dezelfde plek het Hollandse Fort gebouwd
- Li Rondia: roosvenster van de Onze-Lieve-Vrouwkerk. Het venster heeft een diameter van 6 meter (inclusief stenen omlijsting: 9 meter)
- Li Bassinia: fontein uit de 15e eeuw, in de 18e eeuw aangepast, op de Grote Markt

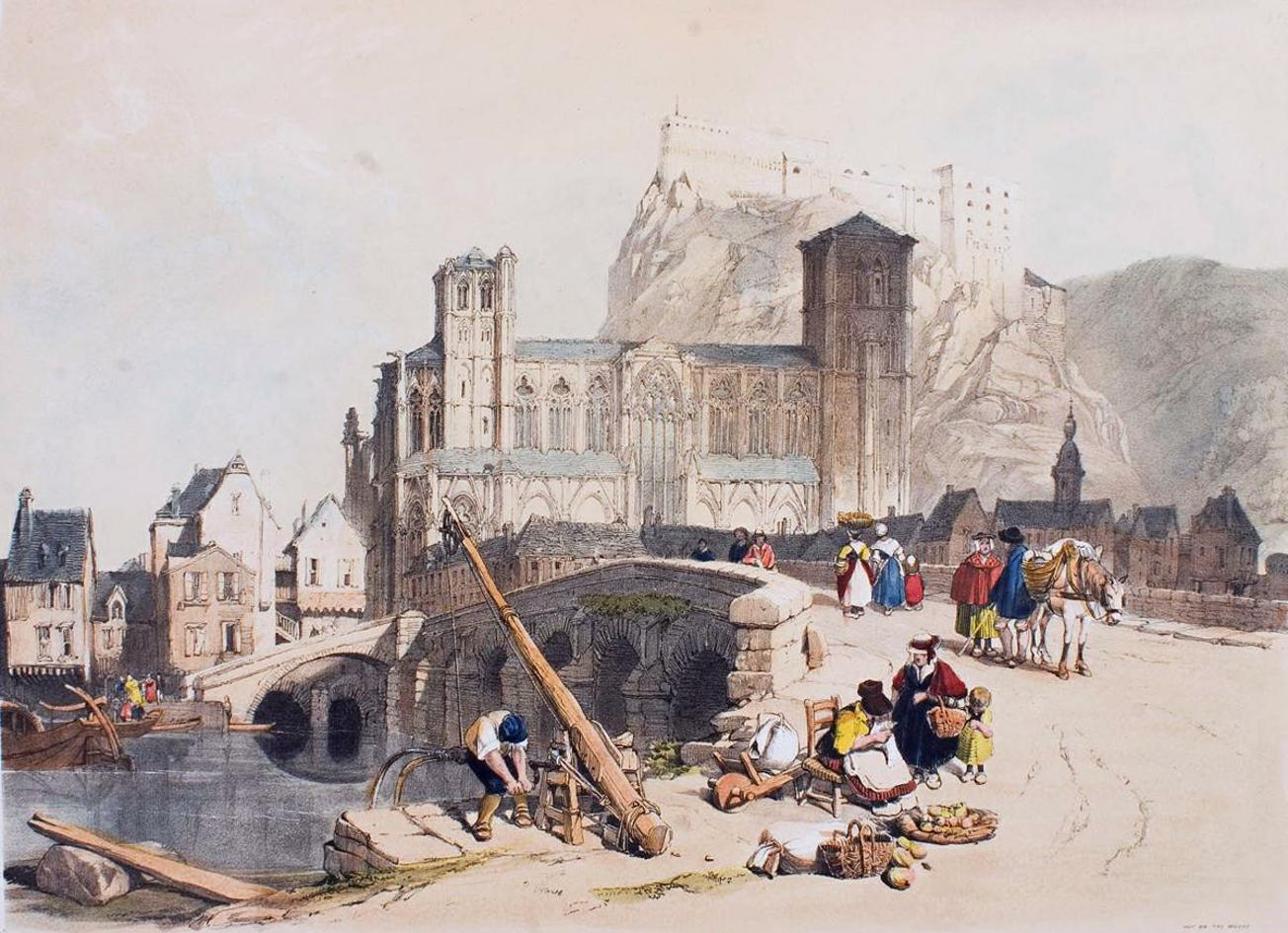
Li Pontia
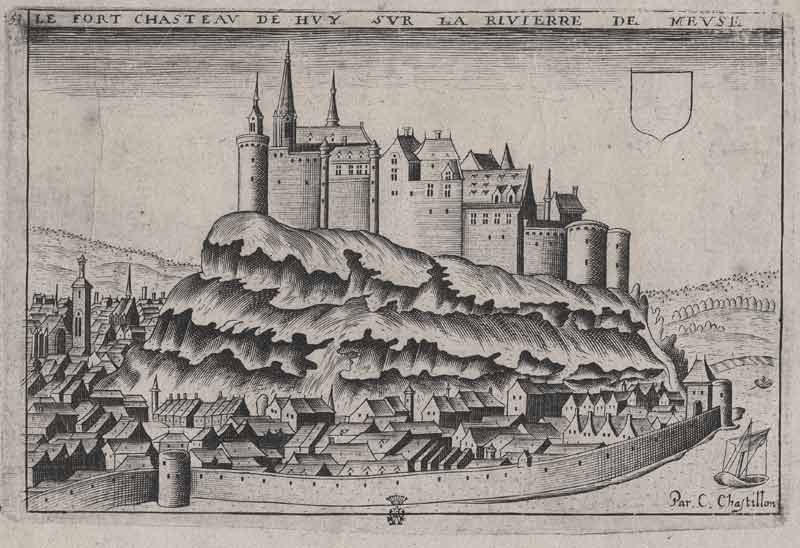
Li Tchestia
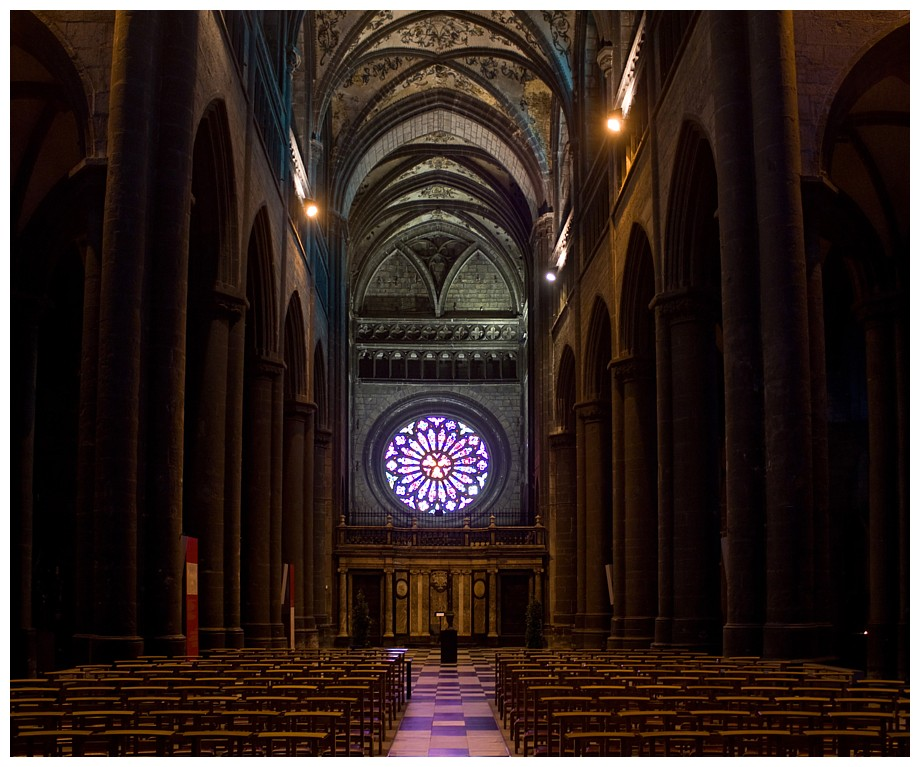
Li Rondia
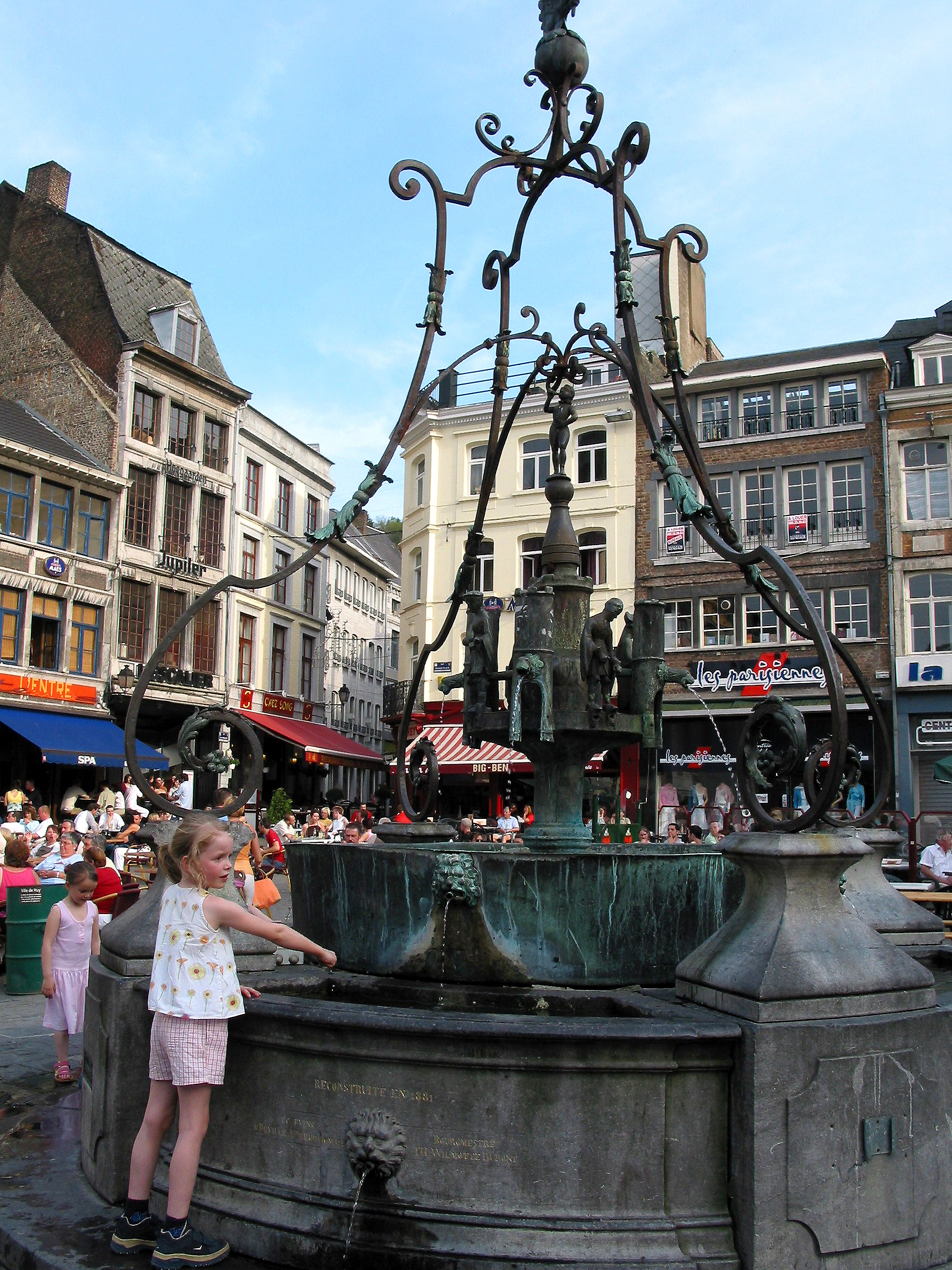
Li Bassinia

### Kerken en kloosters
- Sint-Stefanuskerk (12e eeuw)
- Restanten abdij van Neufmoustier (12e-18e eeuw)
- Onze-Lieve-Vrouwkerk (14e eeuw), met belangrijke kerkschat
- Sint-Mengolduskerk
- Minderbroedersklooster (16e/17e eeuw)
- Restanten van het Kruisherenklooster
- Sint-Remigiuskerk (17e/18e eeuw?)
- Onze-Lieve-Vrouw de la Sartekerk (17e/18e eeuw)
- Instituut Yeunten Ling, Boeddhistisch klooster

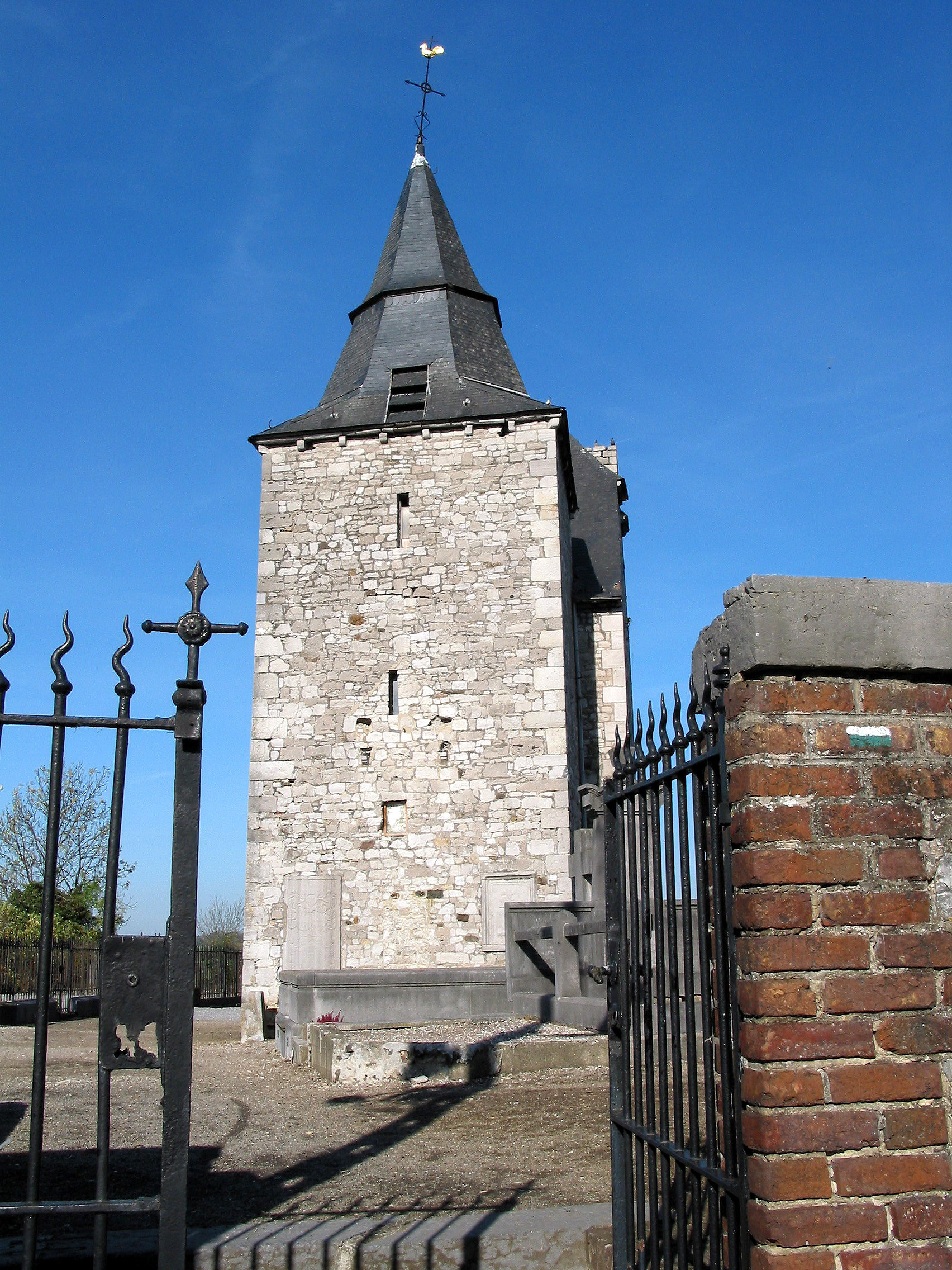
Sint-Stefanuskerk
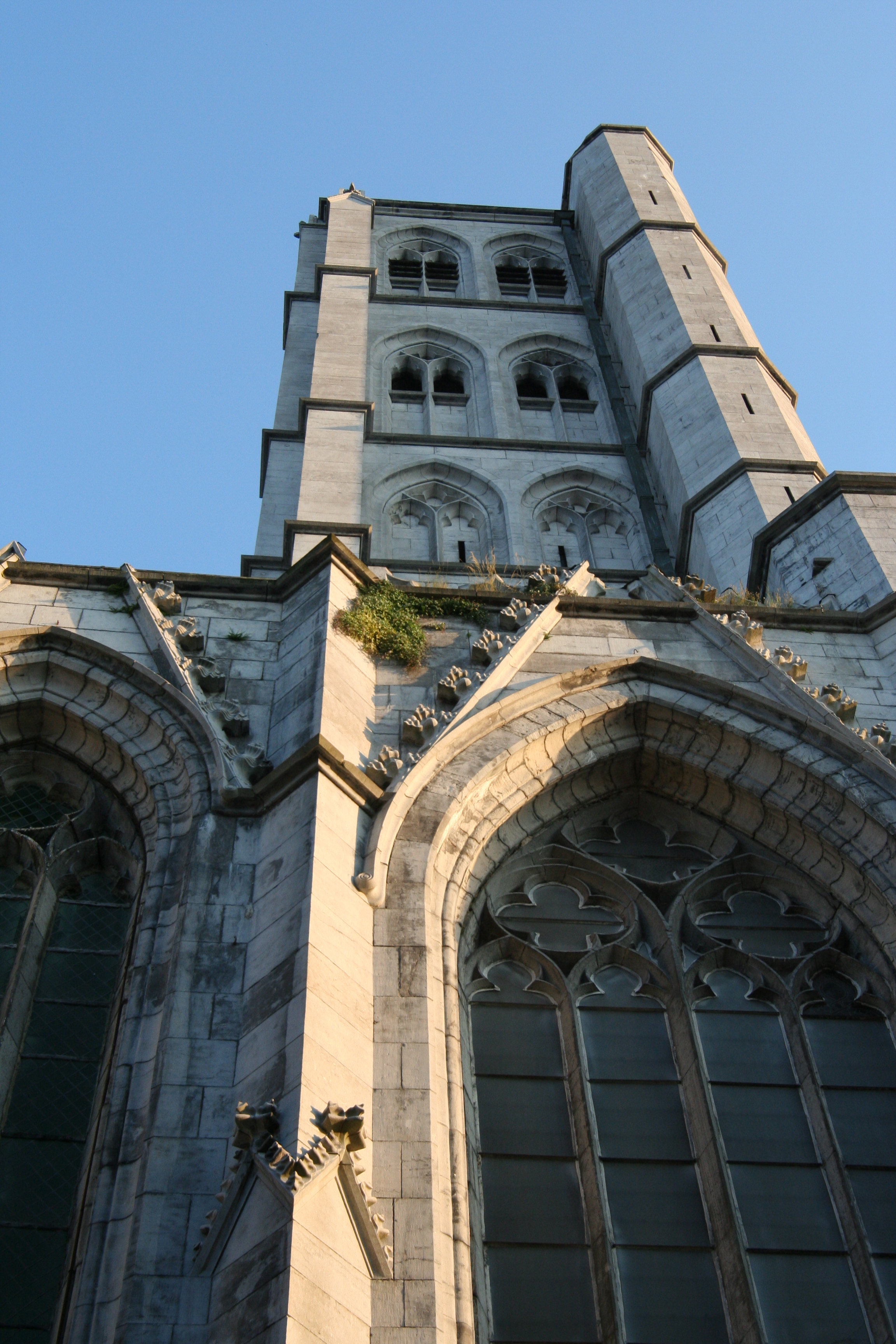
Toren OLV-kerk
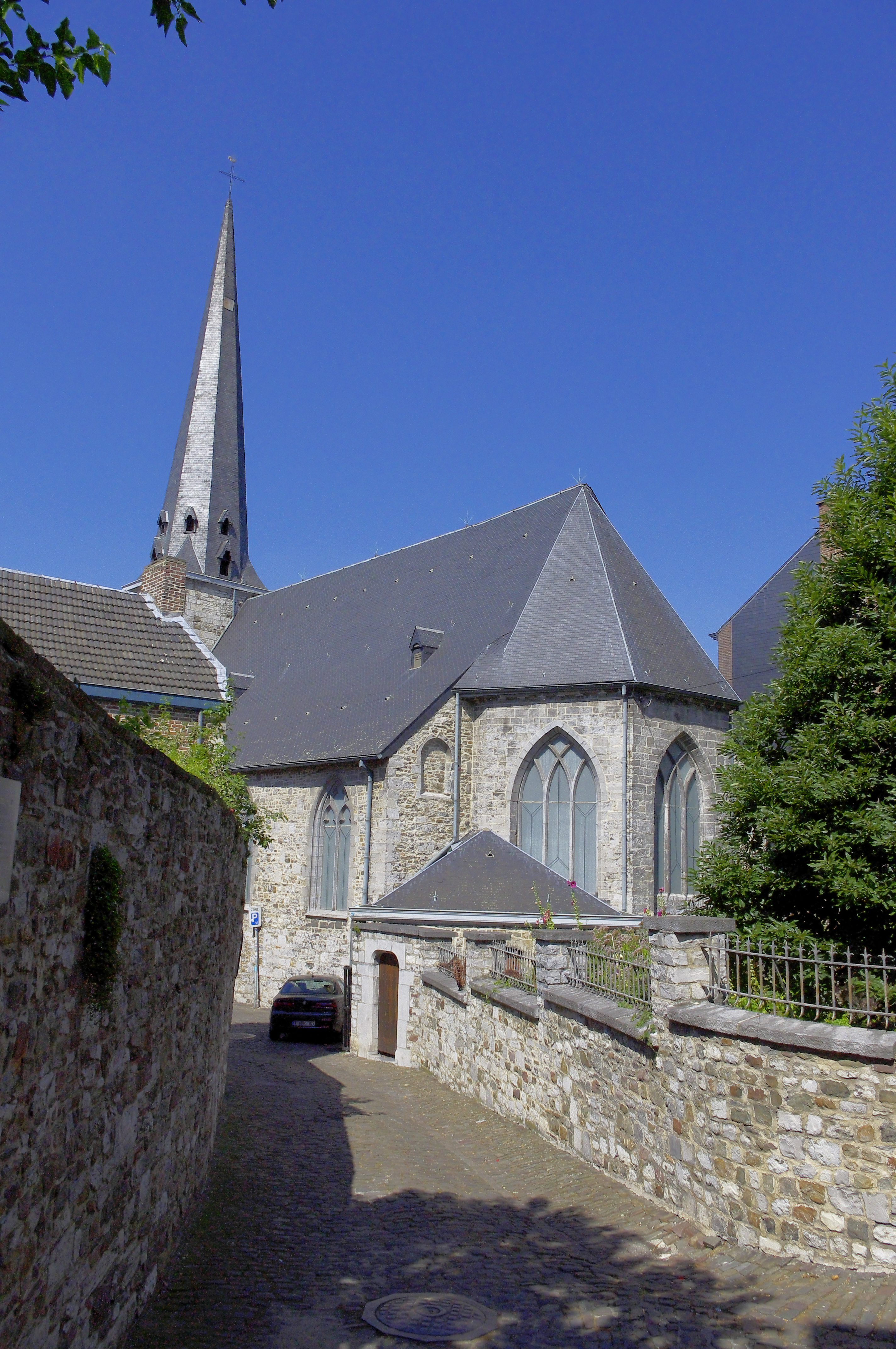
Sint-Mengolduskerk
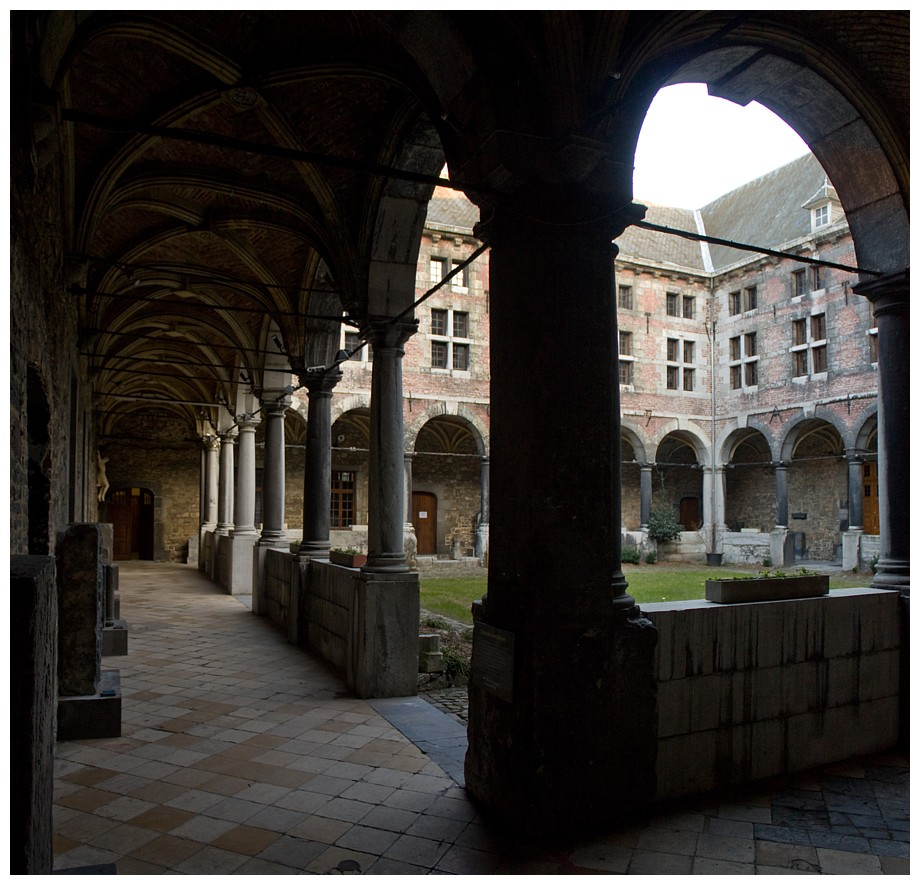
Minderbroedersklooster

### Huizen en kastelen
- Huis Batta, voorheen refugiehuis van de abdij van Val-Saint-Lambert
- Refugiehuis van de abdij van Aulne
- het kanunnikenhuis Hospice d'Oultremont
- Voormalig Hôtel de la Cloche
- Ponton
- Gouverneurshuis
- Kasteel van Fond l'Evêque (17e/18e eeuw), met Tibetaans boeddhistisch centrum Yeunten Ling
- Kasteel van Neuville, Tihange (18e eeuw)

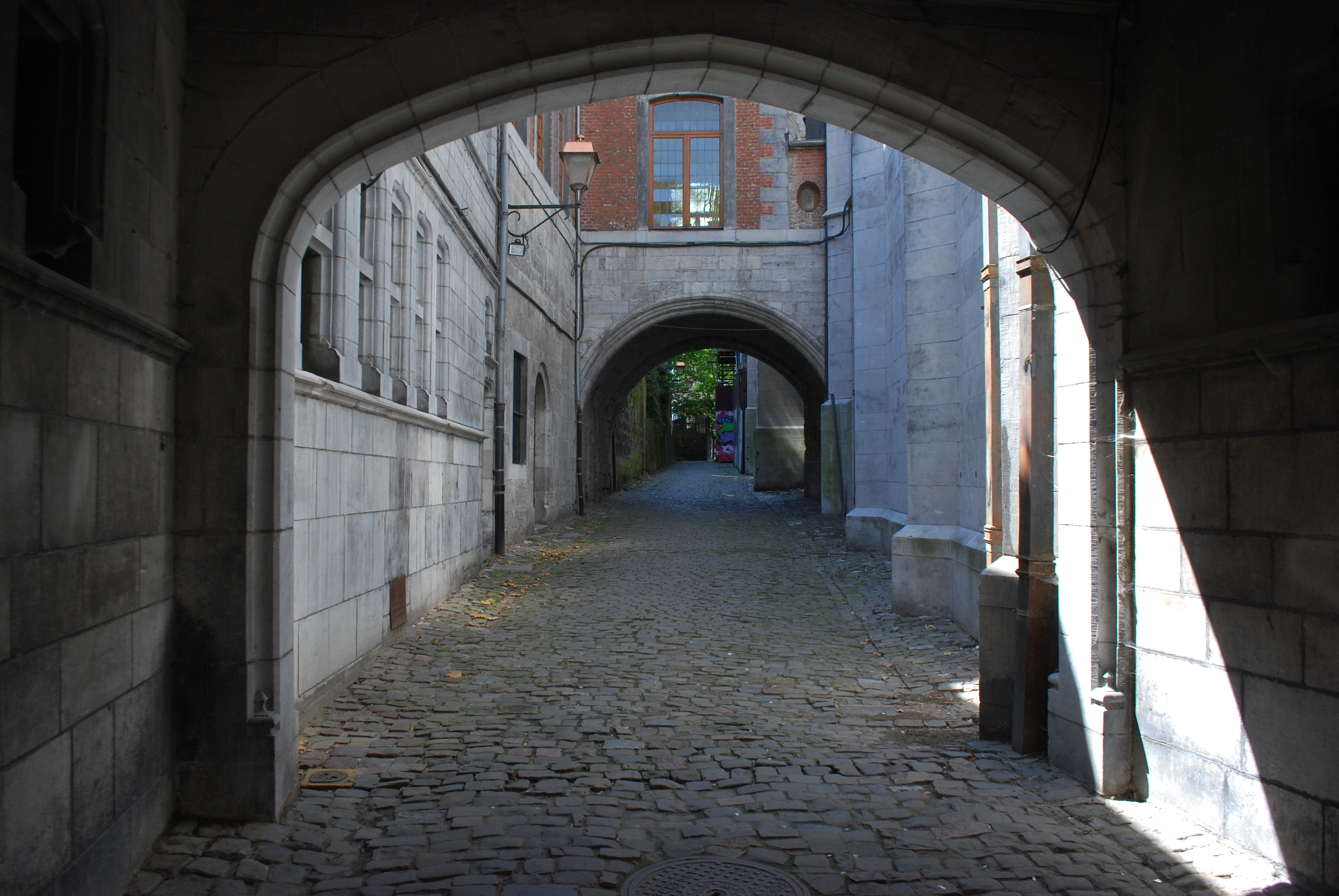
Overkluisde straat
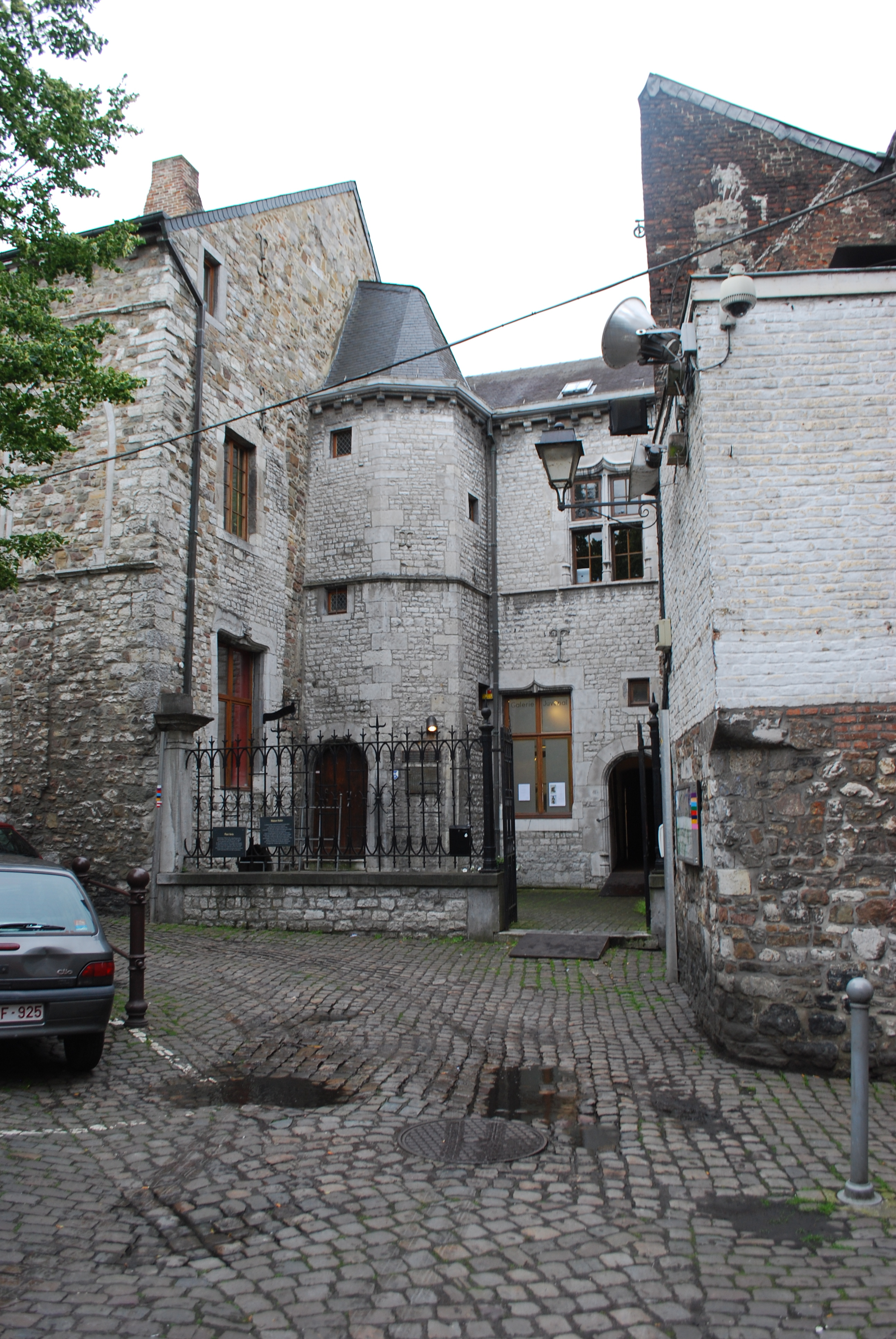
Oude huizen
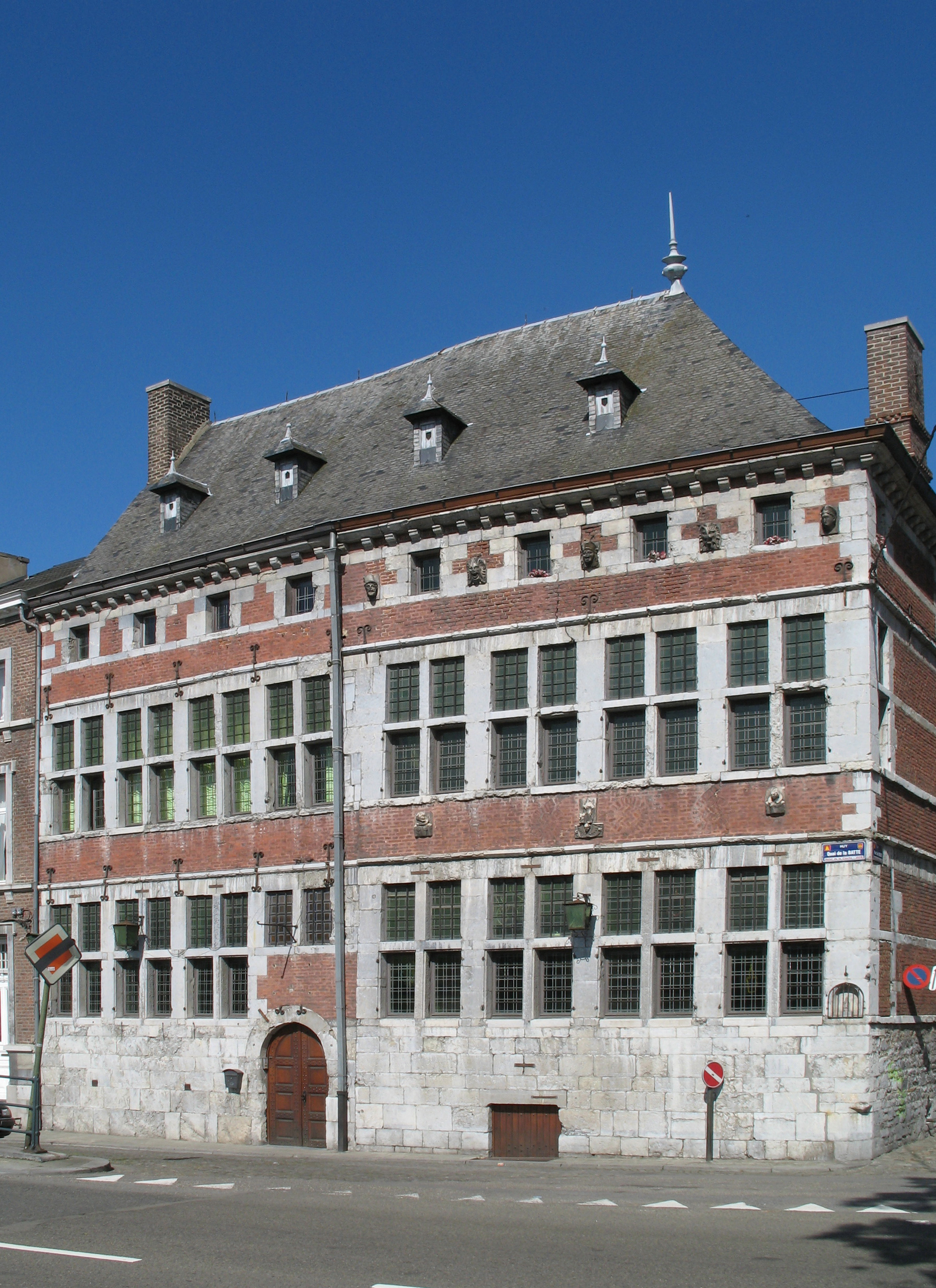
Hôtel de la Cloche
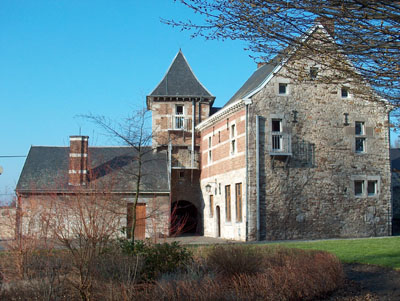
Ponton
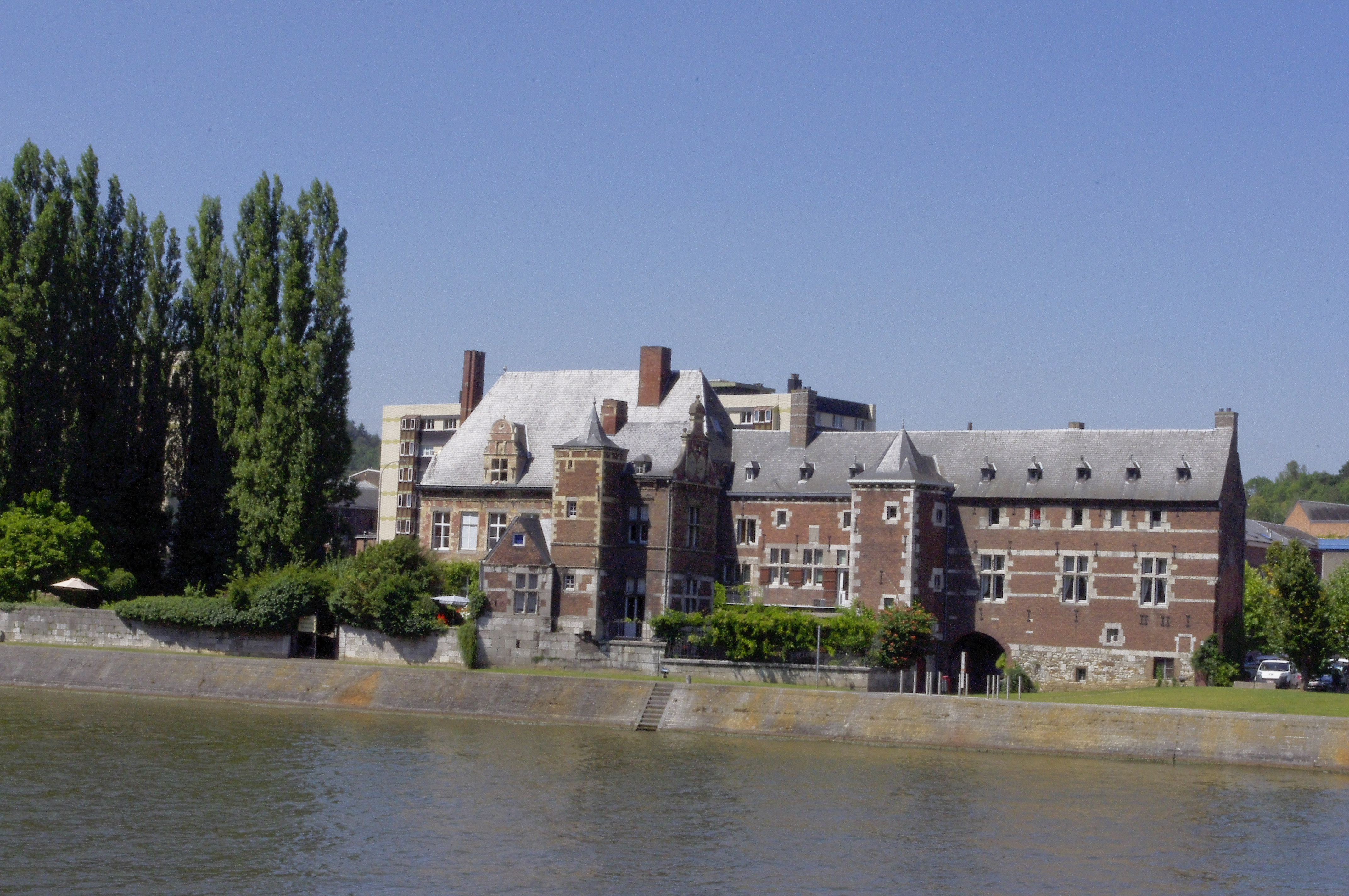
Huis Batta
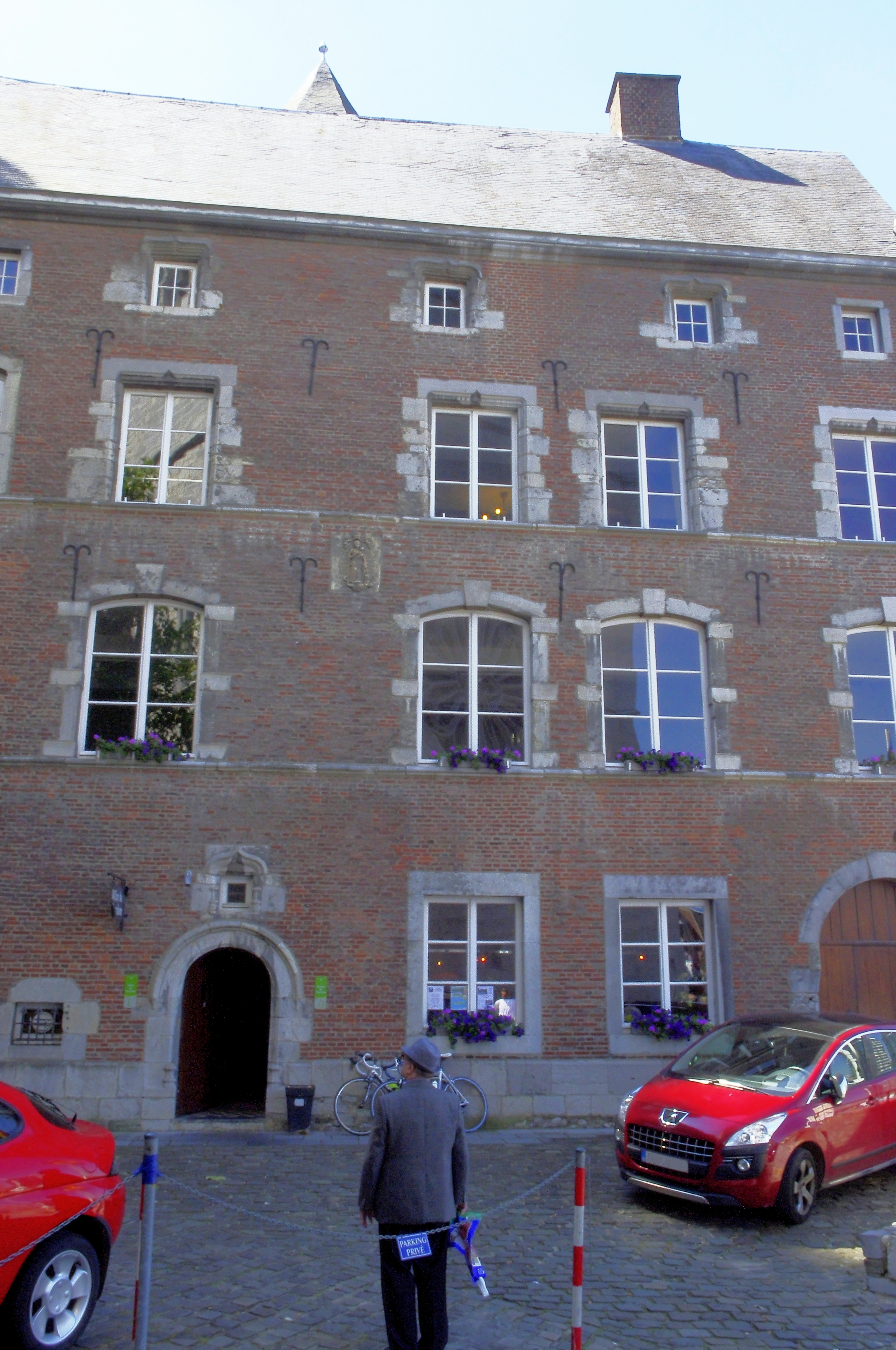
Hospice d'Oultremont, in gebruik als Office du Tourisme

### Overige bezienswaardigheden
- Koning Boudewijnbrug, de in 1956 volledig vernieuwde Li Pontia over de Maas
- Het fort van Hoei, gebouwd in 1818; tijdens de Tweede Wereldoorlog gevangenis
- De kabelbaan van Hoei over de Maas naar het fort
- Het stadhuis van Hoei (Jean-Gilles Jacob, 1766)
- De 'Muur van Hoei', een beruchte helling in de wielerklassieker de Waalse Pijl
- Kinderpretpark 'Mont Mosan', bovenaan de Muur van Hoei
- Kerncentrale Tihange, vlak bij Hoei gelegen

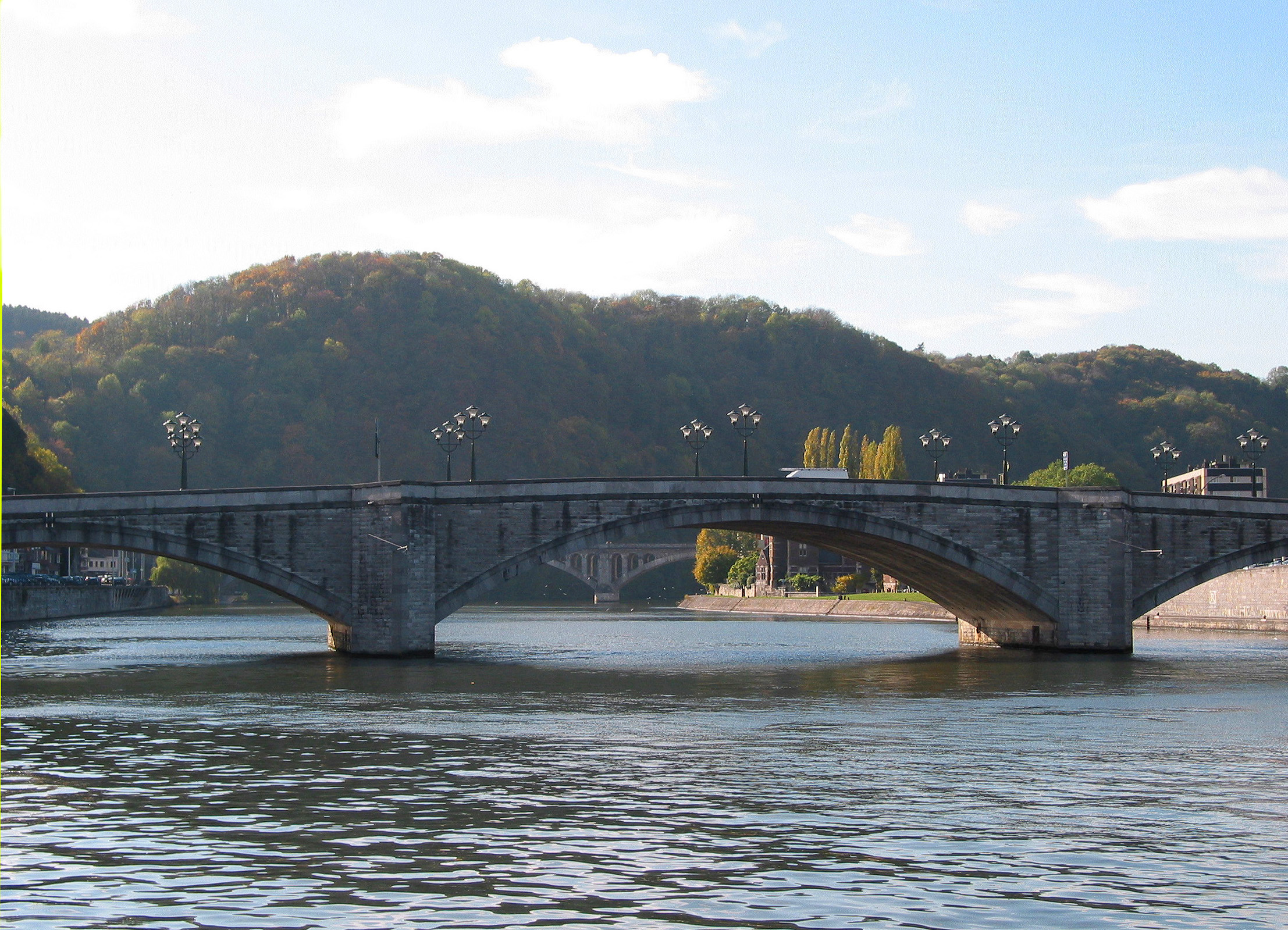
Maasbruggen
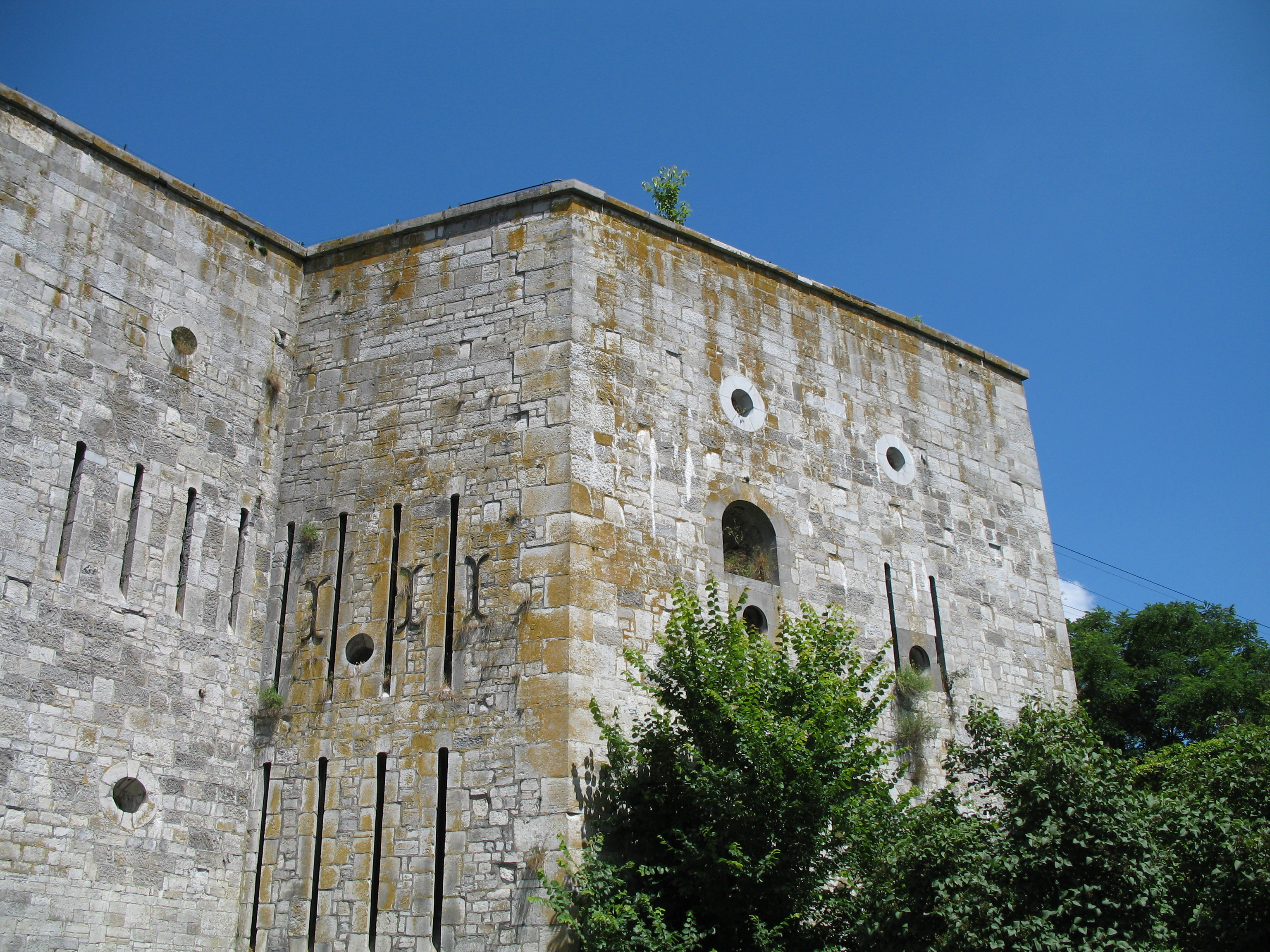
Fort van Hoei
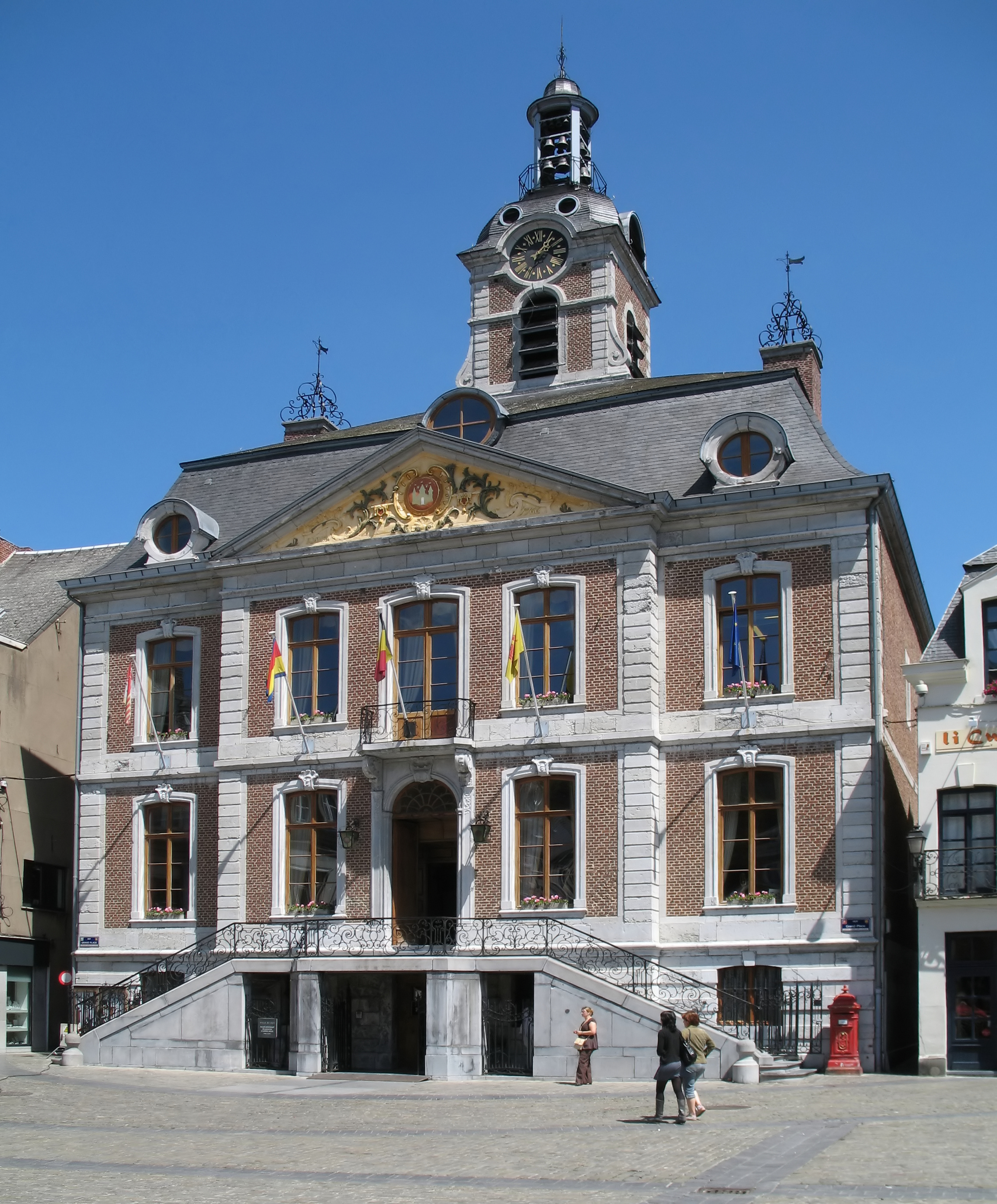
Stadhuis
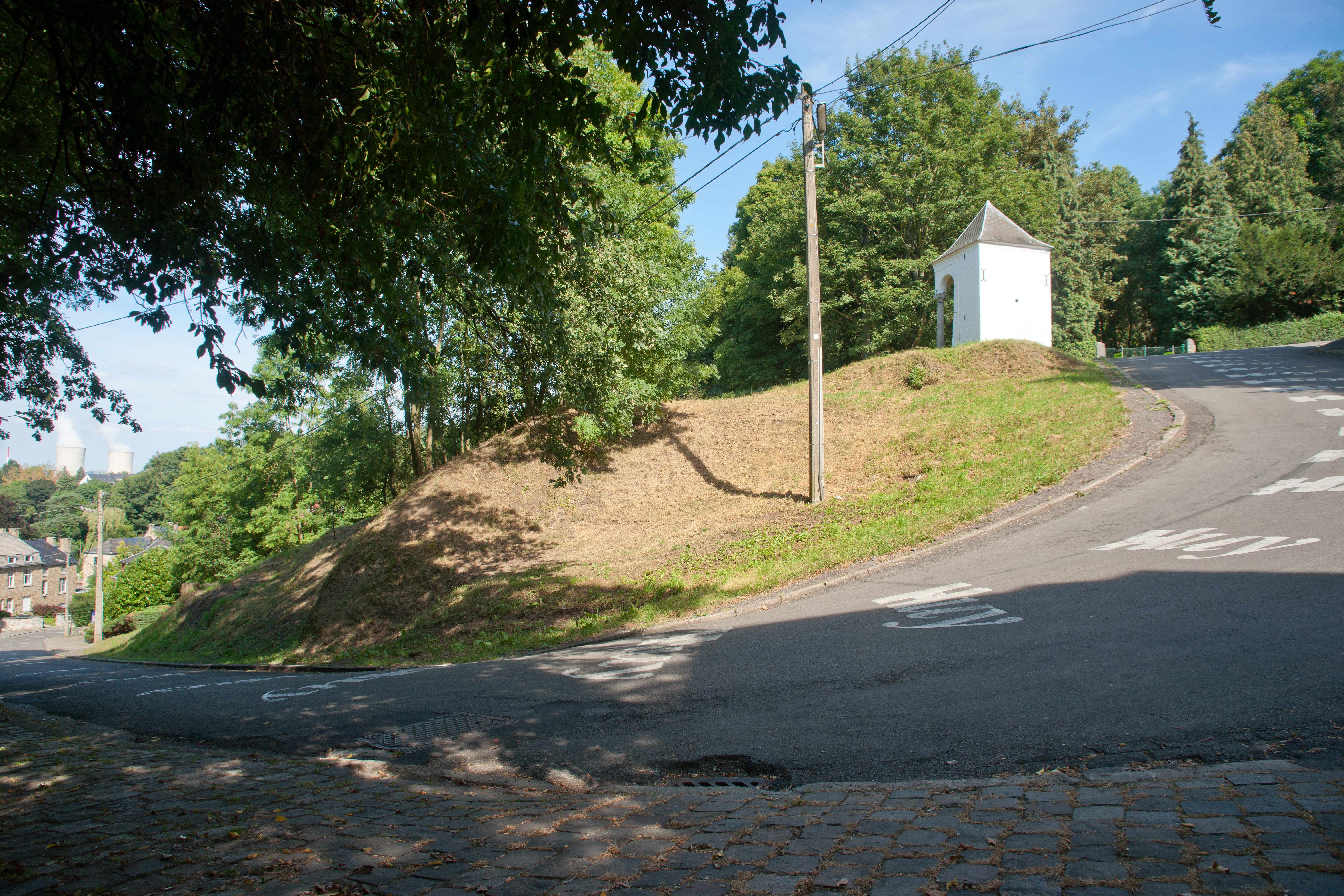
Muur van Hoei
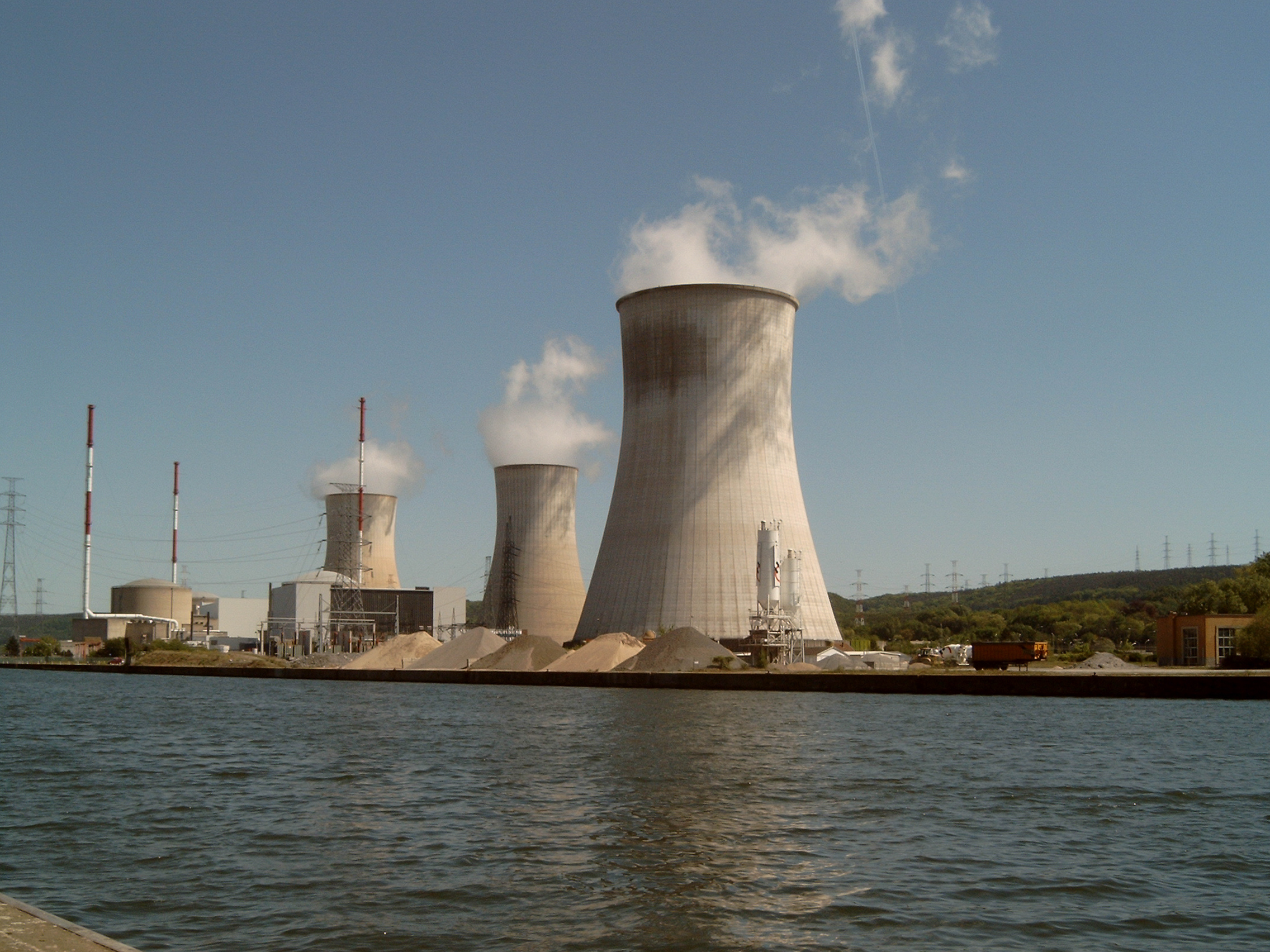
Kerncentrale van Tihange

## Evenementen en folklore
Elke zeven jaar vindt in Hoei een heiligdomsvaart plaats, een religieuze processie die in 1656 voor het eerst plaatsvond na een ernstige droogte.
In Hoei vindt jaarlijks in april de finish plaats van de wielerklassieker de Waalse Pijl (La Flèche Wallonne). De koers voert over en eindigt op de Muur van Hoei, een zware klim van ongeveer 1 km met een gemiddeld stijgingspercentage van 10% (plaatselijk 20%).

## Politiek

### Resultaten gemeenteraadsverkiezingen sinds 1976
| Partij               | Partij                                                   | 10-10-1976 | 10-10-1976 | 10-10-1982 | 10-10-1982 | 9-10-1988 | 9-10-1988 | 9-10-1994 | 9-10-1994 | 8-10-2000 | 8-10-2000 | 8-10-2006 | 8-10-2006 | 14-10-2012 | 14-10-2012 | 14-10-2018 | 14-10-2018 | 13-10-2024 | 13-10-2024 |
| Stemmen / Zetels     | Stemmen / Zetels                                         | %          | 25         | %          | 25         | %         | 25        | %         | 25        | %         | 25        | %         | 27        | %          | 27         | %          | 27         | %          | 27         |
| -------------------- | -------------------------------------------------------- | ---------- | ---------- | ---------- | ---------- | --------- | --------- | --------- | --------- | --------- | --------- | --------- | --------- | ---------- | ---------- | ---------- | ---------- | ---------- | ---------- |
|                      | PS1/ PS+2                                                | 45,091     | 13         | 45,791     | 13         | 52,781    | 15        | 47,561    | 15        | 52,851    | 15        | 46,631    | 13        | 32,321     | 10         | 35,321     | 12         | 38,322     | 11         |
|                      | PRL1 / ARCA / PRL-MCC2 / MR3                             | 16,241     | 4          | 22,531     | 6          | 30,83A    | 8         | 17,721    | 4         | 17,752    | 4         | 15,213    | 3         | 13,033     | 3          | 12,463     | 3          | 19,633     | 5          |
|                      | PSC1 / ARCA / AIRPSC2 / EnsembleB / idhuy3/ Les Engagés4 | 26,841     | 7          | 22,391     | 6          | 30,83A    | 8         | 20,11     | 5         | 19,142    | 4         | 38,16B    | 11        | 13,93      | 4          | 8,243      | 2          | 12,094     | 3          |
|                      | Ecolo-J1 / ECOLO2 / EnsembleB / Huy En CommunB           | -          |            | 1,781      | 0          | 3,862     | 0         | 7,252     | 1         | 10,262    | 2         | 38,16B    | 11        | 16,992     | 5          | 22,592     | 7          | 23,61B     | 7          |
|                      | Pour Huy1 / DéFI-Pour Huy2/ Huy En CommunB               | -          |            | -          |            | -         |           | -         |           | -         |           | -         |           | 17,971     | 5          | 9,542      | 2          | 23,61B     | 7          |
|                      | PC-PTB1 / PTB2                                           | -          |            | -          |            | 0,891     | 0         | 1,02      | 0         | -         |           | -         |           | -          |            | 6,742      | 1          | 6,352      | 1          |
|                      | USD                                                      | -          |            | -          |            | 10,97     | 2         | 4,64      | 0         | -         |           | -         |           | -          |            | -          |            | -          |            |
|                      | RW-Gptc                                                  | 7,51       | 1          | -          |            | -         |           | -         |           | -         |           | -         |           | -          |            | -          |            | -          |            |
| Anderen(*)           | Anderen(*)                                               | 4,32       | 0          | 7,50       | 0          | 0,67      | 0         | 1,73      | 0         | -         |           | -         |           | 5,78       | 0          | 5,11       | 0          | -          |            |
| Totaal stemmen       | Totaal stemmen                                           | 12677      | 12677      | 12301      | 12301      | 12296     | 12296     | 12343     | 12343     | 12857     | 12857     | 13805     | 13805     | 13294      | 13294      | 13765      | 13765      | 13466      | 13466      |
| Opkomst %            | Opkomst %                                                |            |            |            |            | 92,08     | 92,08     | 90,33     | 90,33     | 88,9      | 88,9      | 89,80     | 89,80     | 82,58      | 82,58      | 84,54      | 84,54      | 81,12      | 81,12      |
| Blanco en ongeldig % | Blanco en ongeldig %                                     | 3,54       | 3,54       | 4,62       | 4,62       | 4,63      | 4,63      | 5,28      | 5,28      | 6,21      | 6,21      | 5,77      | 5,77      | 5,87       | 5,87       | 7,80       | 7,80       | 6,42       | 6,42       |

(*) 1976: PCB (4,32%) / 1982: PCB (1,94%), RH (4,47%), UDRT (1,09%) / 1988: MERDE (0,67%) / 1994: MSD (0,94%), PEC (0,79%) / 2012: GPS (1,16%), Parti Populaire (4,62%) / 2018: Parti Populaire (2,59%), VLC (2,52%)
De gevormde meerderheidscoalitie wordt vet aangegeven. De grootste partij is in kleur.

### Burgemeesters
In februari 2009 moest de door schandalen achtervolgde Anne-Marie Lizin onder grote druk aftreden en nam Micheline Toussaint het burgemeesterschap over. Na nieuwe coalitieonderhandelingen werd Alexis Housiaux in 2010 burgemeester van Hoei. Hij stond aan het hoofd van een bestuur van PS en Ensemble, een intussen opgebroken samenwerking tussen het cdH, Ecolo en onafhankelijken.
- 1979-1983 Fernand Hubin
- 1983-2009 Anne-Marie Lizin
- 2009-2010 Micheline Toussaint
- 2010-2016 Alexis Housiaux
- 2016-heden Christophe Collignon

## Partnersteden
Hoei onderhoudt vriendschappelijke betrekkingen met de volgende steden:
| - Compiègne, Frankrijk - Port-Bouet, nabij Abidjan, Ivoorkust - Vianden, Luxemburg - Seosan, Zuid-Korea | - Arona, Italië - Bury St Edmunds, Verenigd Koninkrijk - Natitingou, Benin - Montagano, Italië | - Tienen, België - Krujë, Albanië - Vélingara, Senegal - Taizhou, China |

## Lijst van bekende Hoeienaren

### Geboren te Hoei
- Domitianus van Hoei (6e eeuw), bisschop van Maastricht en heilige
- Reinier van Hoei (11e/12e eeuw), bronsgieter, metaalbewerker
- Yvette van Hoei (12e/13e eeuw), mystica
- Martin Peudargent (ca. 1510-ca. 1590), merkmusicus en hofcomponist aan het Gulik-Kleef-Bergse hof in Düsseldorf
- Arnold de Ville (1653-1722), ingenieur, onder andere projectleider van de machine van Marly
- Jean-Gilles Jacob (1714-1781), barokarchitect
- Jean-Joseph Merlin (1735-1803), horlogemaker en uitvinder (onder andere van de rolschaats)
- Eugène Guillaume Alexis graaf van Mercy-Argenteau (1743-1819), militair in Oostenrijkse dienst, luitenant-generaal
- Joseph Lebeau (1794-1865), politicus
- Alfred Pfaff (1872-1954), Duits industrieel, NSDAP-politicus en Gauwirtschaftsberater
- Henri Grégoire (1881-1964), historicus en taalkundige
- Maurice Tillieux (1921-1978), striptekenaar
- Anne-Marie Lizin (1949-2015), politica, onder andere voorzitter van de Belgische Senaat 2004-2007
- André Malherbe (1956-2022), motorcrosscoureur
- Jean-Pierre Catoul (1963–2001), jazzmusicus
- Sabine Laruelle (1965), politica
- Éric Legnini (1970), jazzmusicus
- Philippe Lenglois (1972), profvoetballer
- Axel Lawarée (1973), profvoetballer
- Maryline Troonen (1974-2014), atlete

### Woonachtig of overleden te Hoei
- Meingold (9e eeuw), heilige; in de OLV-kerk bevindt zich het Meingoldschrijn
- Basin van Hoei (9e eeuw), legendarische graaf van Hoei
- Jean Colin-Maillard (10e-11e eeuw), soldaat en volksheld
- Peter de Kluizenaar (1050-1115), monnik, leider van de Volkskruistocht en deelnemer van de Eerste Kruistocht
- Lambert Chaumont (1645–1712), componist
- Patrick Sarsfield (ca. 1660-1693), hertog van Lucan, Iers Jacobiet en militair, in Hoei overleden ten gevolge van verwondingen opgelopen in de Slag bij Neerwinden
- Sadi (1927-2009), jazzmusicus
- Alizée Poulicek (1987), fotomodel en Miss België in 2008